# Moray (Pérou)
 (mai 2014).
Si vous disposez d'ouvrages ou d'articles de référence ou si vous connaissez des sites web de qualité traitant du thème abordé ici, merci de compléter l'article en donnant les références utiles à sa vérifiabilité et en les liant à la section « Notes et références ».
Pour les articles homonymes, voir Moray.
Moray, ou Muray en langue quechua, est un site archéologique inca situé dans la Vallée sacrée des Incas des Andes, à 3 500 m d'altitude et à 50 km au nord-ouest de Cuzco, sur le territoire de l'actuel Pérou. Le site de Moray est situé à environ 7 km des salines de Maras.
Le site se présente comme un « amphithéâtre » principal et de deux secondaires, plus petits à proximité. Ils sont constitués de plusieurs terrasses disposées en cercles concentriques le long des courbes de niveau. Il s'agirait d'un centre d'études et de recherche agricole empirique inca où étaient pratiquées des expériences de culture agricole.
La position des terrasses crée toute une série de microclimats : la température est plus élevée au centre mais diminue ensuite en fonction de la distance de chaque terrasse. Cela permet de simuler une vingtaine de microclimats différents. On pense que Moray a notamment servi à prévoir les rendements agricoles, non seulement dans la Vallée sacrée mais aussi dans d'autres parties de l'Empire inca. Il semble aussi qu'à Moray les Incas tentaient d'acclimater des plantes exotiques aux conditions locales.
Les terrasses sont constituées de restanques (murs de soutènement), de terre fertile et d'un système complexe de béals (canaux d'irrigation) permettant de cultiver plus de 250 espèces de plantes.

## Étymologie
Le mot moray peut provenir du champ de maïs, aymoray en quechua, ou du mois de mai qui s'appelle aussi Aymoray, mais également à la pomme de terre déshydratée qui est la moraya ou moray.

## Histoire
Abandonné après la conquête espagnole, le site de Moray, composé d'une série de terrasses, fut retrouvé en 1932, couvert de jungle, par l'expédition de Shirppe Johnson. Actuellement un seul « amphithéâtre » a été restauré, mais Moray en compte également deux autres plus petits et en moins bon état. L'un de ces deux petits jouxte le plus grand et en est, en fait, une partie intégrante de cet ensemble monumental.

## Description

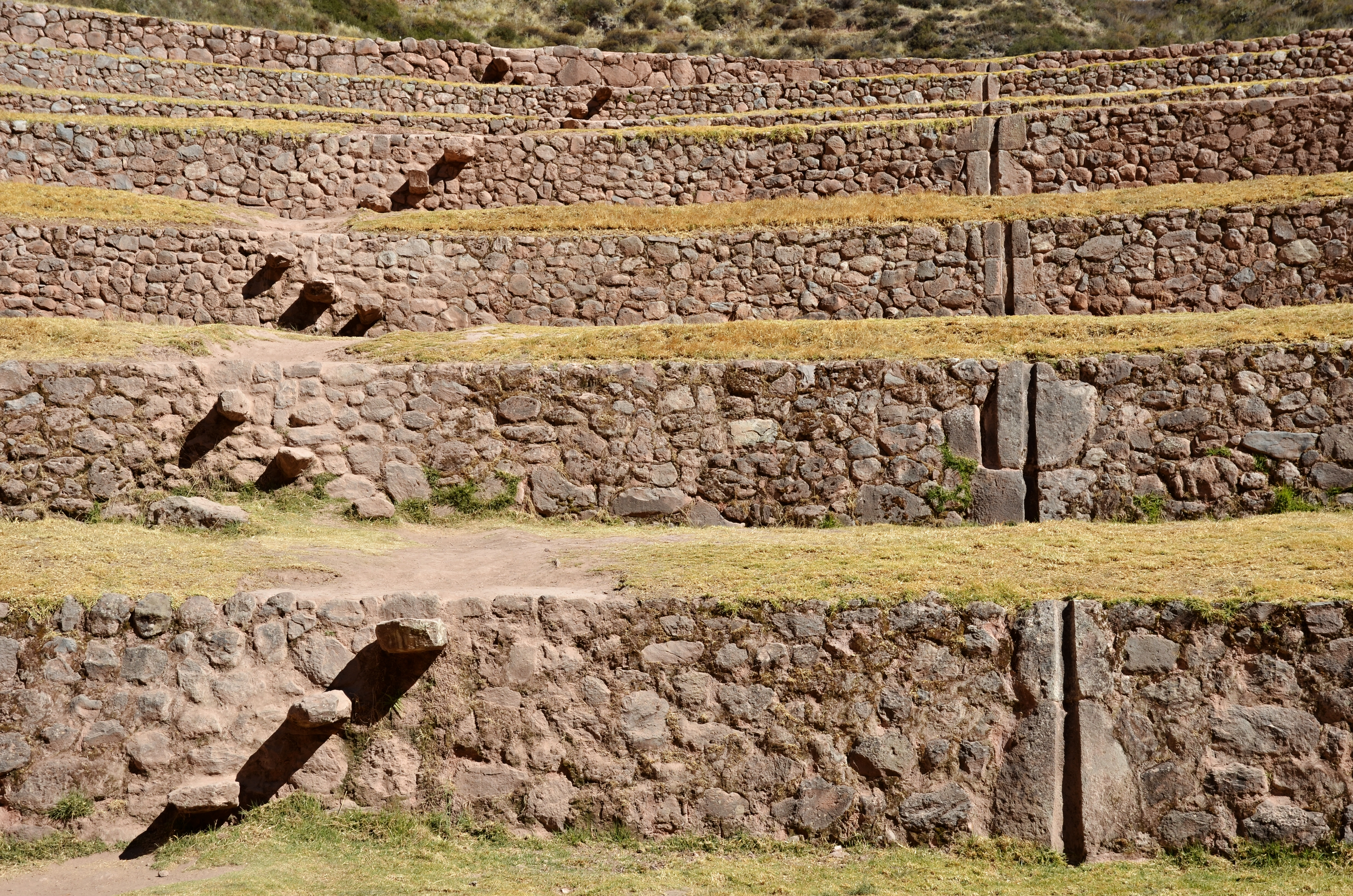
Les murets, les escaliers et les rigoles d'irrigation du site de Moray.

Les terrasses composant le site sont formées d'anneaux concentriques et sont construites sur 10 niveaux.
Chaque niveau est accessible par un système d'escaliers dont les marches sont directement incrustées dans les murs. Chaque niveau mesure environ 2 m de hauteur. Un bassin situé en haut du site retenait l'eau nécessaire aux cultures. Des canaux d'irrigation apportaient l'eau sur chaque niveau par l'intermédiaire de rigoles creusées dans la pierre.
Les terrasses ont été creusées en suivant les courbes naturelles du paysage. L'épaisseur des murs emmagasine la chaleur durant la journée et la diffuse la nuit. Grâce à cette méthode on a pu obtenir un microclimat différent à mesure que l'on descend et se rapproche du centre.
Une différence de température moyenne de 5 °C a été observée, alors que cette différence n'est que de 0,5 °C sur des différences de hauteur comparables au même endroit.

## Fonction
Pour les archéologues de ce lieu, Moray était probablement un centre de recherche agricole des Incas, car des graines de différentes espèces, la plupart fossilisées, mais quelques-unes encore viables, ont été retrouvées. La disposition des terrasses produit des microclimats permettant de maintenir les cercles à une température élevée tout en limitant les fortes variations de chaleur. Une vingtaine de microclimats différents ont été enregistrés.
Moray aurait pu servir de modèle d'évaluation du rendement agricole non seulement de la vallée d'Urubamba et aussi des différentes parties du Tahuantinsuyu (l'Empire inca).
Plusieurs théories expliquent l'usage de Moray à l'époque des Incas. Selon l'historien Edward Ranney, les Incas utilisaient les terrasses de Moray comme un lieu pour pratiquer l'agriculture spécialisée.
L'acclimatation permettait aux Incas de sélectionner des plants et d'obtenir des meilleures récoltes. Le site produisait vraisemblablement des semences pour d'autres régions.
John Earls déclare avoir découvert des pierres verticales sur les terrasses, les mêmes qui marquent les limites des ombres de la tombée du jour durant les équinoxes et solstices.
Earls en a conclu que chaque terrasse à Moray produit des conditions climatiques de différentes zones écologiques de l'empire inca.
En raison de sa position abritée, chacune des terrasses représente approximativement mille mètres d'altitude en conditions normales de culture. Dans sa totalité, le site entier contient plus de vingt zones écologiques en escalier.
Le site de Moray aurait également pu servir aux autorités incas pour calculer des estimations statistiques de la production annuelle en différentes parties du Tahuantinsuyu.

## Folklore
Pendant le mois de septembre, une centaine d'habitants des communes voisines se réunissent aux anneaux circulaires de Moray pour célébrer la Moray Raymi ou Fête du Soleil. Les fêtes présentent des danses populaires en relations avec la terre, les productions et le travail des champs.

## Référence
- (es) Cet article est partiellement ou en totalité issu de l’article de Wikipédia en espagnol intitulé « Moray (sitio arqueológico) » (voir la liste des auteurs).

- (sv) Cet article est partiellement ou en totalité issu de l’article de Wikipédia en suédois intitulé « Moray, Peru » (voir la liste des auteurs).